# Piscu Vechi
Piscu Vechi là một xã thuộc hạt Dolj, România. Dân số thời điểm năm 2002 là 5509 người.